# Живка Ђурић
Живка Ђурић (1928 — 2002) била је српска певачица народне музике.

## Биографија
Педесетих година двадесетог века, музичким небом народне музике Србије, неприкосновено су владали Даница Обренић, Анђелија Милић, Радмила Димић, Вукашин Вуле Јевтић, Радојка Живковић...
Требало је бити храбар, талентован, радознао, упоран и истарајан да би се закуцало на врата Велике двери, које су водиле ка Трону српске народне музике, а она је имала све то: она - Живка Ђурић.
Њен долазак у ансамбл Коло, 1949. године, представља камен - темељац будуће блиставе умјетничке каријере. Живка Ђурић постаје солиста играч и солиста певач, обилази цео свет, постаје прва Српкиња са простора бивше Југославије која наступа у програму BBC-a, а њен фасцинантни глас као и бриљантну игру, френетично поздрављају гледаоци у палати Sajo у Паризу, Карнеги хола у Њујорку, у театру Fenice и Миланској скали у Италији, у Бољшој театру у Москви и другим дворанама широм света.
Поседовала је фасцинантну музикалност, невероватан осећај за ритам - чак и у његовим најкомпликованијим варијантама, танани осећај за аутентичну интерпретацију сваке песме, ерупцију експресије и музичког израза - али под увек рационалном музичком контролом.
И надасве - репертоар: Живки Ђурић није могао да прође кукољ кроз жито, она је непогрешиво знала шта је добро - и то је певала, а другима остављала да пре или касније, дођу до њеног сазнања.

## Дует Живка Ђурић и Гордана Руњајић
Иако није имала музичку школу, била је драгоцени етно - музиколог - аматер, личност која је за фоно - архив Радио Београда трајно снимила десетине и десетине народних песама, као и бројне песме широких балканских простора, често и у непоновљивом дуету са сестром Горданом Руњајић. Незаборавне интерпретације обележиле су песмама: Чекала сам крај прозора, Тарапани, Голубице бела, што си невесела, Што се боре мисли моје, Где се оно, нано, песме чују...
Сарађивале су са најеминентнијим композиторима: Бранимиром Ђокићем, Предрагом Живковићем Тозовцем, Будимиром Буцом Јовановићем, Радославом Граићем...
Многима од тих песама, управо је интерпретација Живке Ђурић поставила репер и стандард интерпретације, па је жеља певати као Живка Ђурић деценијама потом била чест слоган у музичком миљеу Србије. За многе - недостижан сан...